# Kim Hye-song (Leichtathletin)

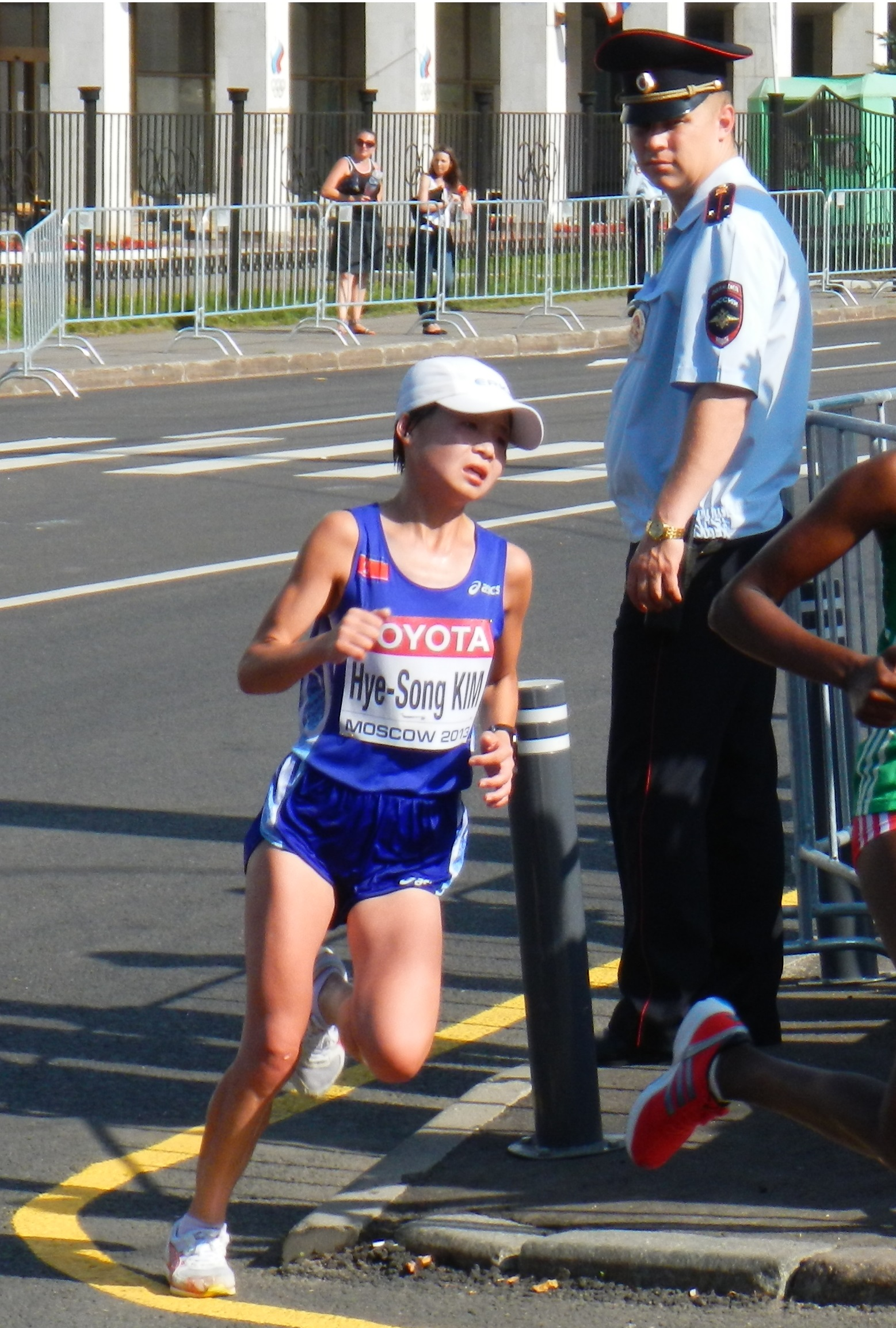
Kim Hye-song (2013)

Kim Hye-song (* 9. März 1993) ist eine nordkoreanische Langstreckenläuferin. Ihre Zwillingsschwester Kim Hye-gyong ist ebenfalls Langstreckenläuferin.
Kim gewann bei den Asienmeisterschaften der Junioren 2012 in Colombo zwei Medaillen. Über 3000 Meter holte sie Silber, über 5000 Meter Bronze.
Im April 2013 verbesserte sie in Pjöngjang ihre persönliche Bestleistung im Marathon auf 2:34:46 h. Bei den Weltmeisterschaften 2013 in Moskau lief sie im Marathon mit der Zeit von 2:38:28 h auf Rang 14.
Im April 2014 konnte sie beim Marathon in Pjöngjang ihre bisherige Bestzeit mit 2:27:58 h erreichen.